# تشارلز ستيوارت (سياسي كندي)
تشارلز ستيوارت (بالإنجليزية: Charles Stewart)‏ هو فلاح وسياسي كندي، ولد في 26 أغسطس 1868 في كندا، وتوفي بنفس المكان في 6 ديسمبر 1946. حزبياً، نشط في الحزب الليبيرالي الألبرتي والحزب الليبرالي الكندي.

## مناصب
- انتخب عضو مجلس العموم الكندي (28 فبراير 1922 – 29 أكتوبر 1925).
- انتخب Premier of Alberta [الإنجليزية]‏ (30 أكتوبر 1917 – 13 أغسطس 1921).
- انتخب عضو الجمعية التشريعية ألبرتا (22 مارس 1909 – 1922).
- انتخب عضو مجلس العموم الكندي (29 أكتوبر 1925 – 14 أكتوبر 1935).